# Manmohanencyrtus hayati
Manmohanencyrtus hayati is een vliesvleugelig insect uit de familie Encyrtidae. De wetenschappelijke naam is voor het eerst geldig gepubliceerd in 1995 door Singh.